# 喜安浩平
喜安浩平（1975年2月19日—）是日本愛媛縣出身的男性聲優、演員、舞台導演、編劇，隸屬於經紀公司。
聲優代表作有《網球王子系列》（海堂薰）、《第一神拳》（幕之內一步）、《蒼穹之戰神系列》（皆城總士）。

## 簡歷
- 廣島大學教學部卒業，專攻美術油畫。

## 演出作品

### 電視動畫
- 小魔女Doremi－ショーン
- かいけつゾロリ－パル
- 極速方程式－安藤信(中學)
- 足球小將翼(第3作)－沢田タケシ
- 蒼穹之戰神Dead Aggressor－皆城總士
- 灌籃少年－哀川和彦
- 網球王子－海堂薫、海堂葉末、内村京介、滝萩之介
- 新網球王子－海堂薫
- 馭龍少年/龍騎士－戶岐航平
- 到另一個你的身邊去－フクロウ/5年後のイサミ
- 第一神拳－幕之內一步
- 花田少年史－天之邪鬼
- 哨聲響起－不破大地
- 神奇寶貝超世代(?)－トウキ
- 遊戲王－アキラ
- 救援之翼－鈴木浩德
- 少年犯罪檔案－荻野榮一
- 蒼穹之戰神EXODUS－皆城總士
- 新網球王子 U-17 WORLD CUP－馬克威爾[1]

### OVA
- 蒼穹之戰神Right of left－皆城總士
- 水色 (みずいろ)－片瀨健二
- 網球王子全國大會篇－海堂薰

### 劇場版動畫
- 網球王子二人のサムライ The First Game
- 網球王子跡部からの贈り物 君に捧げるテニプリ祭り

### 遊戲
- 網球王子 for PlayStation－海堂薫
- 網球王子～Sweat & Tears～－海堂薫
- 馭龍少年/龍騎士ディマスターズショット－戶岐航平
- 蒼穹之戰神Dead Aggressor－皆城總士
- 艾莉森－維爾赫姆·休爾茲

### CD
- 蒼穹之戰神 BGM&DRAMA專輯I－皆城總士
- 蒼穹之戰神 BGM&DRAMA專輯II－皆城總士
- 蒼穹之戰神 DRAMA CD(1) STAND BY ME－皆城總士
- 小說DRAMA－ヴィルヘルム・シュルツ

## 外部連結
- 喜安浩平的X（前Twitter）